# Legge di annullamento del prodotto
In algebra elementare la legge di annullamento del prodotto afferma che se due numeri reali danno prodotto zero allora almeno uno dei due fattori è zero. In formula:
{\displaystyle ab=0\Rightarrow a=0\lor b=0}
Si può generalizzare questo concetto in algebra astratta, nella teoria degli anelli, con enunciato pressoché uguale, ove con zero si intenderà lo zero dell'anello. Un anello per cui valga tale legge prende il nome di dominio di integrità.
È possibile dimostrare che la legge di annullamento del prodotto è sicuramente verificata sui corpi, in virtù dell'esistenza dell'elemento inverso rispetto al prodotto per ogni elemento diverso da 0.

## Dimostrazione
Si assuma per assurdo che esista una coppia di elementi {\displaystyle x,y} appartenenti a un corpo {\displaystyle K,} entrambi non nulli, tali che {\displaystyle x\cdot y=0}.
Moltiplicando a sinistra entrambi i membri per l'elemento inverso di {\displaystyle x} e applicando le proprietà dei corpi si ottiene:
{\displaystyle x^{-1}\cdot x\cdot y=x^{-1}\cdot 0.}
Poiché in un corpo 
{\displaystyle a\cdot 0=0,}
infatti
{\displaystyle a\cdot 0=a\cdot (0+0)=a\cdot 0+a\cdot 0}
quindi, per la legge di cancellazione, si ha
{\displaystyle a\cdot 0=0}
e quindi
{\displaystyle 1\cdot y=0}
{\displaystyle y=0}
che contraddice l'ipotesi che entrambi gli elementi fossero non nulli.